# Jindřich z Hakenbrunnu
Jindřich z Hakenbrunnu byl 23. proboštem litoměřické kapituly sv. Štěpána v letech 1368–1396. Datum narození není známo.

## Život
Jindřich z Hakenbrunnu byl údajně příbuzným, možná i bratrem, 21. probošta litoměřické kapituly Jana z Hakenbornu. Vydal do Čech, protože ústecký farář Johann Šumburk zemřel a císař Karel IV. jmenoval Jindřicha 22. srpna 1363 na jeho místo. Ale Jindřich již následujícího roku rezignoval, protože byl jmenován kanovníkem v Litoměřicích.
Po smrti Jana Jindřicha z Kamýka, 22. probošta, roku 1368 byl Jindřich z Hakenbrunu jmenován litoměřický proboštem a 27. března 1368 vyplatil své právo prezentace na faře Zubrnice. Roku 1380 jmenoval proboštského vikáře Pešíka farářem-plebánem v litoměřickém farním kostele sv. Jiří.
Ze zachovaných spisů vyplývá, že probošt Jindřich měl četné spory s členy kapituly, které skončily jeho odvoláním z funkce probošta, přičemž zásadním důvodem bylo, že Jindřich nebyl dosud vysvěcen na kněze. Podle platného statutu musí se jmenovaný probošt dát během jednoho roku vysvětit. Probošt Jindřich však musel podat rezignaci, protože tak rozhodl arcibiskupský ordinariát v Praze 4. ledna 1384, v jehož čele byl probošt Jan z Zderazu a delegovaný rychtář litoměřického proboštství. Důvodem odvolání byly i další blíže neuvedené doklady. Císař rozhodl, že jmenuje novým litoměřickým proboštem kanovníka Jaroslava Markvarta z Pořešína, kanovníka z Pasova, jehož pak instaloval 16. ledna 1384 pražský dómský děkan, již uvedený Přibyslav Markvart. Rozpory však nepřestaly, jmenování Markvarta z Pořešína bylo zpochybňováno a celá kauza byla předána apoštolské stolici.
V dalších letech je Hakenbrun jenom uváděn jako litoměřický probošt, který stanovil papežské desátky na 5 a půl groše. Z této skutečnosti nepřímo vyplývá, že proces Hakenbruna v Římě pro něj skončil zřejmě příznivě. Jako litoměřický probošt využíval svého práva patronátu i ve farnosti Slatina. Probošt Hakenbrun měl důvěru papežského stolce, neboť byl 2. listopadu 1390 papežským provizorním reskriptem navržen na kanovníka v německém Brandenburgu.
Probošt litoměřický byl členem papežské komise a 18. února 1392 byl s dalšími dvěma preláty pověřen z rozhodnutí papeže vyřešit jeden složitý právní problém.
V Litoměřicích však probošt Hakenbrun měl dále řadu nedorozumění a rozporů v kapitule až do roku 1393. Tyto spory skončily roku 1396, kdy Hakenbrun definitivně rezignoval na litoměřické proboštství. Dohodl se s pražským kanovníkem svatovítské dómské kapituly Vlachníkem z Veitmíle (1396–1398) a postoupil mu výměnou litoměřické proboštství. Ale ještě téhož roku toto papežské obročí znovu vyměnil za proboštství v německém Nordhausenu. Ale již příští rok na toto proboštství rezignoval. Další zprávy o jeho osobě a smrti se bohužel nedochovaly. Zemřel někdy po roce 1396.